# Karl Peter Grotemeyer

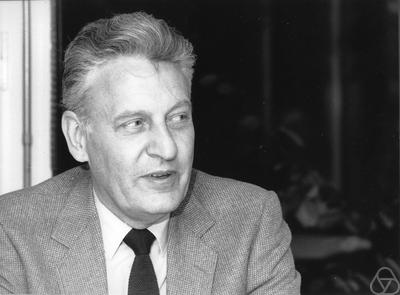
Karl Peter Grotemeyer, 1984

Karl Peter Grotemeyer (auch Karl-Peter Grotemeyer; * 8. September 1927 in Osnabrück; † 30. Juli 2007 in Bielefeld) war ein deutscher Mathematiker. Von 1970 bis 1992 war er Rektor der Universität Bielefeld.

## Leben
Grotemeyer, Sohn des Hauptlehrers Karl Grotemeyer und dessen Ehefrau, einer geborenen Plieth, besuchte die Bessel-Oberschule in Minden in Westfalen, danach folgten Kriegsdienst und Kriegsgefangenschaft. Ab 1947 absolvierte er ein Studium der Mathematik, Physik und Astronomie an der Universität Göttingen, welches er 1951 und mit der Promotion zum Dr. rer. nat. bei Theodor Kaluza beendete (Die infinitesimale Unverbiegbarkeit von Flächen und eindeutige Bestimmung von Flächen durch die erste Fundamentalform). Von 1952 bis 1953 erhielt er ein Stipendium der Deutschen Forschungsgemeinschaft. 1954 folgte die Habilitation an der Albert-Ludwigs-Universität in Freiburg im Breisgau.
Nach seiner anschließenden vierjährigen Tätigkeit von 1954 bis 1958 als Assistent und Oberassistent an der Technischen Universität Berlin sowie als Privatdozent wurde er 1958 ordentlicher Professor für Mathematik und Direktor am Mathematischen Institut der Freien Universität Berlin. Rufe erfolgten 1962 aus Braunschweig, 1963 aus Münster und Köln, 1967 aus München und 1969 aus Mannheim. 1969 folgte er dem Ruf an die Mathematische Fakultät der Universität Bielefeld und wurde dort als ordentlicher Professor tätig; dem dortigen Wissenschaftlichen Beirat gehörte er bereits seit 1965 an.
Im März 1970 wurde er zum Rektor der Universität Bielefeld gewählt. Dieses Amt hatte er bis zu seiner Emeritierung 1992 inne, während dieser Zeit wurde Grotemeyer fünfmal wiedergewählt. Er war Mitherausgeber unter anderem von Studia Mathematica und Mathematisch-Physikalische Semesterberichte.
Grotemeyer war Rotarier, evangelisch, ab 1952 verheiratet mit Sigrid Grotemeyer, geborener Klinge, und hatte zwei Kinder (Jürgen und Grid).

## Wirken
Er befasste sich vor allem mit Differentialgeometrie, zum Beispiel Fragen der Kongruenz, Unverbiegbarkeit und eindeutigen Bestimmtheit von Flächen und zur Kennzeichnung der Sphäre in der globalen Differentialgeometrie. Dabei verwendete er die Methode der Integralformeln.
Grotemeyer engagierte sich maßgeblich vom Gründungsjahr der Universität Bielefeld 1969 bis zu seiner Emeritierung 1992 und prägte die heutige Universität. Er engagierte sich auch für das Mathematische Forschungsinstitut Oberwolfach, dessen Vorsitzender er ab 1969 war.
Karl Peter Grotemeyer war ab 1960 Vorstandsmitglied der Deutschen Mathematiker-Vereinigung, von 1968 bis 1972 Mitglied des Wissenschaftsrates, von 1971 bis 1973 Vizepräsident der Westdeutschen Rektorenkonferenz. Zudem war er Mitglied des Beratenden Ausschusses für Forschungspolitik der Bundesregierung. Von 1990 bis 1992 wirkte er als Vorsitzender der Landesrektorenkonferenz. Er war zudem langjähriges Mitglied des Rundfunkrates des WDR. Nach der Wende engagierte er sich ab 1991 an der TU Cottbus, war dort Mitglied des Gründungssenats und stellvertretender Gründungsrektor.

## Ehrungen
- 1983: Verdienstkreuz 1. Klasse der Bundesrepublik Deutschland
- 1991: Verdienstorden des Landes Nordrhein-Westfalen[3]
- 1992: Ehrensenator der Universität Bielefeld
- Ehrenmitglied und langjähriges Vorstandsmitglied der DMV
- Ehrenring und Ehrenbürgerwürde von Bielefeld[4][2]
- Die Westfälisch-Lippische Universitätsgesellschaft benannte 1997 den Karl Peter Grotemeyer-Preis nach ihm.[2]

## Schriften
- Untersuchungen zur Flächentheorie im Großen. 1954.
- mit N. W. Elfimow und Eduard Rembs: Flächenverbiegung. 1957.
- Analytische Geometrie (= Sammlung Göschen. Band 65/65a). De Gruyter, Berlin 1958 (2. Auflage 1962, 3. Auflage 1964, 4. Auflage 1969).
- mit Eduard Rembs: Deformabilita della superficie in grande e in piccolo. Rom 1958.
- Multilineare Algebra. Freie Universität Berlin, 1968.
- Topologie. Bibliographisches Institut, Mannheim 1969, ISBN 3-411-00836-9.
- Lineare Algebra. Bibliographisches Institut, Mannheim 1970.
- Zur eindeutigen Bestimmung von Flächen durch die erste Fundamentalform. In: Mathematische Zeitschrift. Band 55, 1952, S. 253–268.
- Die eindeutige Bestimmung einer Klasse von offenen, vollständigen Flächen durch die Metrik. In:  Mathematische Zeitschrift. Band 62, 1955, S. 17–22.
- Zur Flächentheorie im Großen: Über die Abbildung durch parallele Normalen, Teil 1,2, Archiv der Mathematik, Band 9, 1958, S. 117–122 (Über die Abbildungen durch parallele Normale), 382–388 (Einfache Bemerkungen zur Poincaré'schen Indexmethode)